# Montagne de Lure

Mapa topograficzna masywu Lure

Montagne de Lure – rozległy masyw górski w Préalpes de Provence, części Alp Zachodnich. Leży w południowo-wschodniej Francji w regionie Prowansja-Alpy-Lazurowe Wybrzeże niedaleko Forcalquier. Ciągnie się na linii wsch.-zach. na długości ok. 40 km od doliny Durance na wsch. po Montbrun les-Bains na zach., gdzie graniczy z masywem Mont Ventoux.